# Henriette Mendel

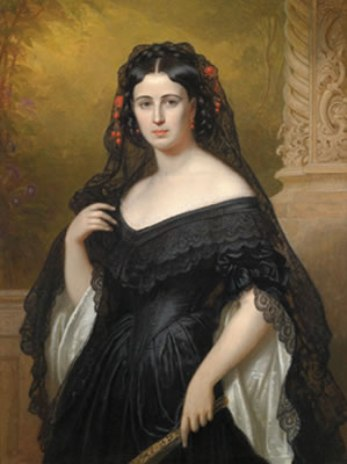
Henriette Mendel, gemalt von Friedrich Dürck

Auguste Henriette Mendel, Freifrau von Wallersee (* 31. Juli 1833 in Darmstadt; † 12. November 1891 in München), war eine deutsche Schauspielerin und Ehefrau von Herzog Ludwig in Bayern.

## Leben

Henriette mit Ludwig

Henriette war Schauspielerin am Großherzoglich Hessischen Hoftheater in Darmstadt und in Augsburg.
Sie verliebte sich in Herzog Ludwig in Bayern, den ältesten Bruder der Kaiserin Elisabeth. Die Beziehung der beiden war schwierig, da von Ludwig eine standesgemäße Heirat erwartet wurde. Als am 24. Februar 1858 ihre uneheliche Tochter Marie Louise, die spätere Gräfin Larisch-Moennich, zur Welt kam, gab es eine Annäherung an die herzogliche Familie. Karl Emanuel, das zweite Kind, wurde am 9. Mai 1859 geboren, starb jedoch schon am 1. August 1859 mit knapp drei Monaten. Am 19. Mai 1859 wurde Henriette als Freifrau von Wallersee in den Adelsstand erhoben. Der erbliche Adelstitel galt auch für die Nachkommen. Die morganatische Verbindung zwischen Henriette Freifrau von Wallersee und Herzog Ludwig in Bayern wurde am 28. Mai 1859 in Augsburg durch die Heirat legalisiert. Dadurch musste Ludwig auf sein Erstgeborenenrecht und somit auf ein großes Vermögen und seine hohe Stellung verzichten.

### Tochter Marie Louise
Marie Louise, Tochter von Henriette, hatte sich vor dem Suizid des österreichischen Thronfolgers Rudolf 1889, ihres Cousins, in die Liebeleien zwischen Rudolf und Mary Vetsera einspannen lassen und wurde infolgedessen aus dem Familienverband verstoßen.

### Tod
1891 starb Henriette an Unterleibskrebs.

## Nachkommen
- Marie Louise von Wallersee (1858–1940), seit 1877 Gräfin Larisch-Moennich
- Karl Emanuel (*/† 1859)